# Celebeskuckuck
Der Celebeskuckuck (Centropus celebensis) ist eine Kuckucksart aus der Gattung der Spornkuckucke (Centropus). Er kommt in zwei Unterarten auf Sulawesi, den Togianinseln und auf den Inseln Buton und Muna vor.

## Merkmale
Der Celebeskuckuck erreicht eine Länge von 42 bis 51 cm. Bei den Altvögeln der Nominatform Centropus celebensis celebensis ist der Oberkopf gräulich. Der übrige Kopf und der Mantel sind einfarbig beige-grau mit gelbbraunen Federschäften. Die übrige Oberseite und die Flügel sind rötlich braun mit einem feinen violetten Glanz. Die Unterseite ist hell grau-gelbbraun, der Bauch und die Unterschwanzdecken sind hell rötlich braun. Der abgestufte Schwanz ist einfarbig rötlich braun mit einem violetten Glanz. Die juvenilen Vögel ähneln den Altvögeln. Die Gefiederfärbung ist bei ihnen heller, der Oberkopf weniger grau und die Schwanzfedern schmaler. Die Iris ist bei den Altvögeln rot, bei den juvenilen Vögeln grau. Der Schnabel ist schwarz mit einer hornbraunen bis gelblich weißen Spitze. Bei den juvenilen Vögeln ist der Unterschnabel und die Spitze des Oberschnabels hell. Die Füße sind schwarz. Die Unterart Centropus celebensis rufescens ist mehr rötlich braun und hat häufig schwarze Zügel.

## Verbreitung
Centropus celebensis celebensis kommt in Nord-Sulawesi und auf den Togianinseln vor. Das Verbreitungsgebiet von  Centropus celebensis rufescens erstreckt sich auf Süd-Sulawesi, Buton, Labuan Blanda und auf der Insel Muna.

## Lebensraum
Der Lebensraum umfasst primäre und sekundäre Tiefland- und Hangwälder, aber auch Waldränder und Buschland in Höhenlagen bis 1.100 m. Seltener ist er in Mangrovenwäldern anzutreffen. Weiter kann man ihn in gestörten Primärwäldern, in der Palmenvegetation, in der Waldsavanne, in Wäldern auf ultrabasischen Gestein und in kultivierten Regionen mit Siedlungen beobachten.

## Lebensweise
Der Celebeskuckuck ist monogam und geht gewöhnlich paarweise auf Nahrungssuche. Man kann ihn aber auch in Vergesellschaftung mit Buntschnabelkuckucken und Schopfaffen beobachten. Er bevorzugt die dichte Vegetation und ist daher schwierig zu beobachten. Wie ein Malkoha klettert er durch die Lianen und das dichte Laub. Er kann sich sehr schnell auf dem Waldboden bewegen. Zu seinem Brutverhalten gibt es nur wenige Informationen. Ein Weibchen mit vergrößerten Eierstöcken wurde im Februar beobachtet. Das flache, offene Nest ähnelt einem Taubennest und wird aus Buschholz in Bäumen errichtet. Zur Nahrung des Celebeskuckucks zählen Springschrecken, Käfer, Schmetterlingsraupen, Spinnen und Früchte wie Muskatnüsse.

## Status und Gefährdung
Der Celebeskuckuck wird von BirdLife International als „nicht gefährdet“ (least concern) eingestuft. Er ist im größten Teil Sulawesis und auf den benachbarten Inseln selten, aber örtlich mäßig häufig. Im Dumoga-Bone Nationalpark ist er örtlich häufig. Er scheint eine große Lebensraumtoleranz zu haben, da er sogar kultivierte Flächen bewohnt. Die Rattan-Gewinnung in seinem Verbreitungsgebiet stellt jedoch eine ernsthafte Gefährdung für die Population dar.